# Ветуликолии
Ветуликолии (лат. Vetulicolia, от vetula — старушка и -cola — житель) — тип или класс вымерших морских животных неясного систематического положения.
Тело этих животных включало две части, задняя часть состоит из 7 сегментов. Длиной животные были до 20 см. Вероятно, ветуликолии могли плавать наподобие рыб или головастиков.
Ветуликолии не имели органов захвата пищи, поэтому предполагается, что они не были хищниками.
Таксономическое положение Vetulicolia остается спорным. Shu в 2003 году утверждал, что ветуликолии вероятно представляют раннюю ветвь вторичноротых животных, близкую хордовым. Однако, Briggs и др. в 2005 году описали Skeemella из среднего кембрия Юты как близкое к Vetulicolia животное, но также имеющее особенности членистоногих.
По мнению большинства палеонтологов, наличие жаберных отверстий указывает на принадлежность ветуликолий к вторичноротым. Далее, сегментированность тела может говорить об их родстве с хордовыми (метамерия не свойственна никаким другим группам вторичноротых). Однако у ветуликолий отсутствует ряд признаков, свойственных хордовым (атриум, миомеры, постанальный хвост, хорда), что ставит под сомнение такую интерпретацию.
Жили и вымерли в кембрийский период.

## Классификация
- Тип Ветуликолии (Vetulicolia)
  - Класс Vetulicolida
    - Отряд Vetulicolata
      - Семейство Vetulicolidae
        - Род Ooedigera
          - Ooedigera peeli

        - Род Vetulicola
          - Vetulicola rectangulata
          - Vetulicola cuneata
          - Vetulicola gangtoucunensis
          - Vetulicola monile

      - Семейство Beidazooidae
        - Род Beidazoon
          - Beidazoon venustum [syn. Bullivetula variola]

      - Семейство Didazoonidae
        - Род Didazoon
          - Didazoon haoae

        - Род Xidazoon
          - Xidazoon stephanus

        - Род Pomatrum
          - Pomatrum ventralis

  - Класс Банффозои[1] (Banffozoa)
    -       -         - Род Skeemella
          - Skeemella clavula

      - Семейство Banffiidae
        - Род Banffia
          - Banffia constricta[3]

  - Класс Heteromorphida
    -       - Семейство Heteromorphidae
        - Род Heteromorphus
          - Heteromorphus longicaudatus [syn. Banffia confusa]
          - «Form A» (unnamed species)
- incertae sedis Yuyuanozoon magnificissimi[4]